# Pachycerianthus borealis
Pachycerianthus borealis is een Cerianthariasoort uit de familie van de Cerianthidae. De wetenschappelijke naam van de soort is voor het eerst geldig gepubliceerd in 1873 door Verrill.